# رایدینگ اتریش
رایدینگ (به آلمانی: Raiding) (به مجاری: Doborján) یک شهر بازاری کوچک در ناحیه اوبرپولندورف در بورگن‌لاند اتریش است.

## خصوصیات
رایدینگ اتریش ۸۴۶ نفر جمعیت دارد.

## نگارخانه

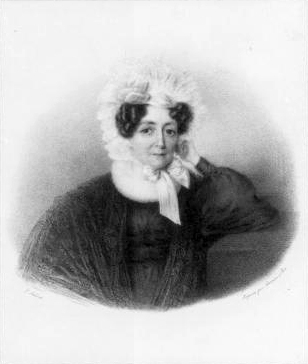
آنا لیست، مادر فرانتس لیست (نقاشی پرتره از Julius Ludwig بین ‎۱۸۲۶–۱۸۳۷)
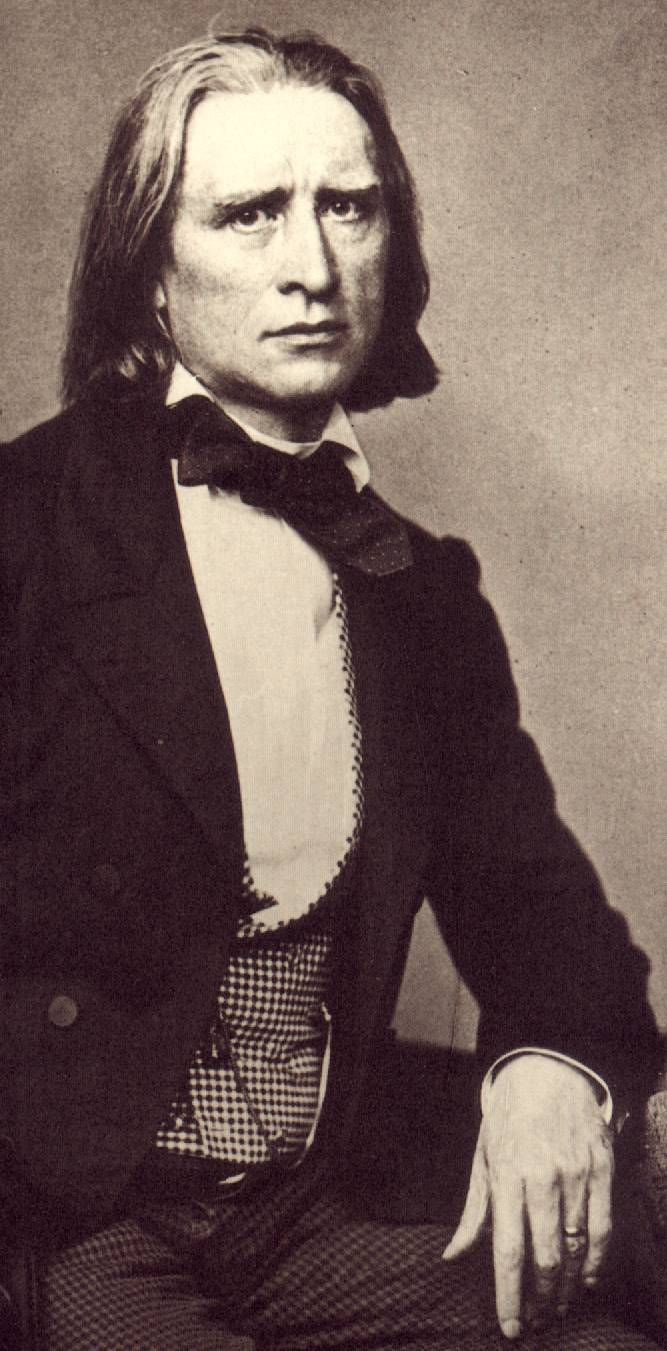
فرانتس لیست در ۱۸۵۸